# Tromatobia argiopes
Tromatobia argiopes är en stekelart som först beskrevs av Marshall 1892.  Tromatobia argiopes ingår i släktet Tromatobia och familjen brokparasitsteklar. Inga underarter finns listade i Catalogue of Life.